# Katya Virshilas
Katya Virshilas (* 10. Dezember 1983 in Klaipėda, Litauische SSR, Sowjetunion) ist eine litauisch-israelisch-kanadische Tänzerin und Schauspielerin.

## Leben
Geboren in Litauen, zog Katya Virshilas im Alter von sechs Jahren nach Israel und mit dreizehn Jahren nach Kanada.
Sie war in der Zeit von 1998 bis 2002 viermal Vancouver British Columbia Dancesport Champion. 2001 gewannen sie und ihr Tanzpartner den Canadian Latin Dance Championship. Virshilas spielte in den Filmen Darf ich bitten? (2004), Dance! und Rache ist sexy (beide 2006) und u. a. in den Fernsehserien Smallville und Supernatural mit.

## Filmografie
- 2003: Joe (Kurzfilm, Stimme)
- 2004: Darf ich bitten? (Shall We Dance?)
- 2005: Kifferwahn (Reefer Madness)
- 2005: Edison
- 2005: Godiva’s (Fernsehserie, eine Folge)
- 2005: Smallville (Fernsehserie, eine Folge)
- 2005: Dante’s Cove (Fernsehserie, zwei Folgen)
- 2006: Dance! Jeder Traum beginnt mit dem ersten Schritt (Take the Lead)
- 2006: Alice, I Think (Fernsehserie, eine Folge)
- 2006: Rache ist sexy (John Tucker Must Die)
- 2006: Psych (Fernsehserie, eine Folge)
- 2007, 2009: Supernatural (Fernsehserie, zwei Folgen)
- 2009: The Guard (Fernsehserie, eine Folge)
- 2009: Come Dance at My Wedding (Fernsehfilm)